# Чавдар Георгиев
Чавдар Георгиев Георгиев  е български политик от БСП.

## Биография
Роден е на 20 март 1961 г. в Хасково. Завършва висше образование юрист и години наред е преподавател в СУ „Св. Климент Охридски“. През 2005 – 2009 и 2013 – 2014 г. е зам.министър на околната среда и водите. Член на Висшия и Националния съвет на БСП. Народен представител в 43 то НС. Член на комисията по околната среда и водите и член на законодателната комисия към НС. Внук е на политика и държавника от БЗНС Николай Георгиев (политик) и племенник на политика от БКП и бивш министър на културата 1982 – 1989 г. Георги Йорданов (БКП).